# Phyllomedusa atelopoides
Phyllomedusa atelopoides és una espècie de granota que viu a Bolívia, el Brasil, Perú i, possiblement també, a l'Equador.
Està amenaçada d'extinció per la pèrdua del seu hàbitat natural.